# 墨脱蝇子草
墨脱蝇子草（学名：Silene namlaensis）为石竹科蝇子草属的植物，为中国的特有植物。分布于中国大陆的西藏等地，生长于海拔3,600米至4,500米的地区，多生长在高山草地。

## 异名
- Melandrium namlaense (Marq.) Pax et Hoffm.